# Stopplaats Stobbegat
Stopplaats Stobbegat (Sbg) is een voormalige halte aan Staatslijn A tussen Arnhem en Leeuwarden. De stopplaats Stobbegat lag tussen de huidige stations van Heerenveen en Akkrum. Stopplaats Stobbegat was in gebruik van 1 juni 1924 tot 15 mei 1938.
De locatie van het station is vanuit Vegelinsoord niet meer bereikbaar omdat in de jaren '70 tussen het dorp en de spoorlijn het Nieuwe Heerenveense Kanaal werd aangelegd. Het kanaal vormt sinds 2014 de grens tussen De Friese Meren, waar Vegelinsoord onder valt, en de gemeente Heerenveen.